# Loire 501
Loire 501 byl francouzský námořní průzkumný létající člun vyráběný společností Loire. Celkem bylo postaveno osm strojů tohoto typu (včetně dvou prototypů). Ve službě se dočkaly počátku druhé světové války. Poslední byl vyřazen roku 1941.

## Vývoj a popis
Letecká pobočka loděnic Ateliers et Chantiers de la Loire v Saint-Nazaire vznikla roku 1925. V prvních letech vyráběla pouze převzaté typy letadel. Vývoj prvního letounu vlastní konstrukce Loire 50 zahájil šéfkonstruktér Yves Jan-Kerguistel roku 1930. Jednalo se o jednomotorový třímístný létající člun pro výcvik a koloniální službu, jehož první prototyp poprvé vzlétl 7. září 1931. Stroj měl celokovový duralový trup, přičemž křídlo a ocasní plochy měly smíšenou konstrukci (kovová kostra potažená plátnem). Poháněl jej vzduchem chlazený hvězdicový devítiválec Salmson 9 AD o výkonu 230 k (169 kW) s tlačnou vrtulí. Pilot seděl v jednomístné přední kabině a ostatní dva členové posádky v dvoumístné zadní kabině uprostřed trupu.
Loire 50 byl nabídnut francouzskému námořnictvu. Po úvodních zkouškách byl prototyp vybaven mechanicky sklápěným záďovým podvozkem. Roku 1932 proběhlo další kolo zkoušek, na základě kterých vznikla verze Loire 50bis s výkonnějším vzduchem chlazeným hvězdicovým devítiválcem Hispano-Suiza 9Qdr o výkonu 350 k (257 kW). Mírně upravený Loire 50bis byl přijat do služby pod označením Loire 501 a námořnictvo roku 1933 objednalo malou sérii šesti kusů, které byly dodány v roce 1935 (dostaly výrobní čísla 2-7). Mezi hlavní odlišnosti patřila větší vodorovná ocasní plocha, upravený podvozek a zvětšené vyrovnávací plováky.
Roku 1936 továrna postavila ještě prototyp vylepšeného Loire 601 se zakrytou čtyřmístnou kabinou a hvězdicovým devítiválcem Gnome-Rhône 9Adx o výkonu 380 k (279 kW). Další letouny ale nebyly objednány.

## Operační služba
Šest sériových strojů i prototyp byly přiděleny k francouzskému námořnictvu. Prototyp označený SR.5 (výrobní číslo 1) sloužil k výcviku, ale už roku 1935 byl vyřazen kvůli nehodě. Sériové letouny byly rozděleny na základny Lanvéoc-Poulmic, Hyères, Berre, Cherbourg, Paříž-Orly a Escoublanc. Roku 1935 byly soustředěny na základně Hourtin a později opět převeleny na různá letiště. V době vypuknutí druhé světové války ve službě zůstávaly ještě čtyři kusy. Tři z nich ukořistili Němci a nechali je sešrotovat. Čtvrtý letoun zůstal v africké Bizertě. Roku 1941 byl vyřazen.

## Specifikace (Loire 501)

### Technické údaje
- Posádka: 3
- Rozpětí: 16,02 m
- Délka: 11,07 m
- Výška: 4,32 m (na podvozku)
- Nosná plocha: 39,35 m²
- Hmotnost prázdného letounu: 1310 kg
- Vzletová hmotnost : 2200 kg
- Pohonná jednotka: 1× hvězdicový motor Hispano-Suiza 90dr
- Výkon pohonné jednotky: 350 k (257 kW)

### Výkony
- Minimální rychlost: 80 km/h
- Maximální rychlost: 175 km/h u hladiny moře
- Dolet: 730 km
- Dostup: 4950 m

## Uživatelé
Francie
- Francouzské námořní letectvo.